# 장평중학교 (충남)
장평중학교(長坪中學校)는 충청남도 청양군 장평면 중추리에 있었던 공립 중학교이다.

## 학교 연혁
- 1969년 10월 14일 : 설립 인가(남여공학 9학급)
- 1970년 3월 7일 : 개교 및 입학식(2학급)
- 2019년 1월 7일 : 제47회 졸업식(4명 졸업) 총 졸업생수(5,617명)
- 2019년 3월 4일 : 제23대 원윤숙 교장 취임
- 2019년 3월 4일 : 입학식(6명 입학)
- 2020년 2월 29일 : 폐교 및 정산중학교와 통합[2], 50년만에 폐업

## 참고 자료
- 장평중학교 - 한국교육학술정보원 학교알리미